# Cô nàng bất đắc dĩ
Cô nàng bất đắc dĩ là một bộ phim truyền hình dài tập của Đài truyền hình Việt Nam được trình chiếu lần đầu trên kênh VTV3. Bộ phim này mua bản quyền chuyển thể từ bộ phim Lalola của Argentina. Nằm trong chiến lược "giờ vàng cho phim Việt" nhưng vì thiếu nguồn phim mới, Cô nàng bất đắc dĩ buộc phải sản xuất kiểu "cuốn chiếu", nghĩa là khi khán giả đang theo dõi những tập phim trước thì đoàn làm phim vẫn đang quay các tập về sau.

## Nội dung
Bộ phim lấy bối cảnh chính là toà soạn tạp chí dành cho nam giới có tên là "Hào hoa".
Vì không thể chấp nhận việc bị phụ tình, cô phóng viên Mai Ly (Trà My thủ vai) trả thù phó tổng biên tập Trần Anh Lân (Đức Hải thủ vai) bằng cách nhờ đến một bà đồng biến anh ta thành thân xác đàn bà. Trong thân xác mới, anh ta đổi tên thành Trần Lan Anh (Vũ Thu Phương thủ vai).
Nếu như trước đây Trần Anh Lân coi thường phụ nữ bao nhiêu thì giờ đây, Lan Anh cũng bị xem thường trong công việc bấy nhiêu. "Cô ta" lâm vào nhiều tình cảnh dở cười trong thân xác mới, nhất là khi bị Đỗ Khang (Quang Thịnh và Huy Khánh thủ vai) - người từng chống đối với mình - theo đuổi. Nhưng rồi "cô nàng" Trần Lan Anh cũng bắt đầu có tình cảm thực sự với Đỗ Khang. Lúc này, Mai Ly bất ngờ xuất hiện và có ý định tìm bà đồng để trả lại cho Trần Lan Anh trở về thân xác đàn ông của Trần Anh Lân. Trần Lan Anh bắt đầu phải quyết định xem có trở lại hình dáng cũ hay không?
Ngoài ra, phim còn đề cập đến những khía cạnh về tình yêu và công việc của các nhân viên khác trong toà soạn.

## Bảng phân vai
- Đinh Thúy Hằng vai Hải Yến (từ tập 1-29)
- Thanh Hoài vai Hải Yến (từ tập 30)
- Quang Thịnh vai Đỗ Khang (từ tập 1-29)
- Huy Khánh vai Đỗ Khang (từ tập 30)
- Đức Hải vai Trần Anh Lân
- Vũ Thu Phương vai Lan Anh
- Huỳnh Anh Tuấn vai Tất Huy
- Tiết Cương vai Gia Tấn
- Thùy Dương vai Ngọc
- Quốc Huy vai Phát
- Quỳnh Thư vai Ngọc Hà
- Châu Thế Tâm vai Văn Mạnh
- bé Đinh Hằng Nga (con gái Đinh Thúy Hằng) vai bé Mimi
- Quốc Hùng vai Tiến
- Kiều Trinh vai Kiều Vân
- Hồng Mơ vai My
- Duy Nhân vai Bỉnh (†)
- Tống Mỹ Ly vai Chi Lý
- Trà My vai Mai Ly
- Siu Black vai bà Đồn